# A Bolha (álbum)
A Bolha é o quinto álbum de estúdio do cantor brasileiro Vitor Kley. Foi lançado em 18 de junho de 2020 através da gravadora Midas Music. O projeto foi gravado entre 2019 e 2020 com produção de Rick Bonadio.

## Singles
"O Amor É o Segredo" foi lançado como primeiro single do álbum em 2 de abril de 2020.[carece de fontes?] O segundo single "Jacarandá" foi lançado em 14 de maio de 2020 e conta com participação do cantor Vitão. O videoclipe foi dirigido por Henrique C. Corrêa, e foi lançado no mesmo dia do single.

## Recepção da crítica
Marcos Santuario, do Correio do Povo disse que "em “A Bolha” surge um Vitor Kley mais maduro e versátil. Ele canta, e assina as músicas de sua criação artística. No violão e na guitarra, o resultado é a expansão de seu universo musical".
Henry Zatz, da Nação da Música escreveu que "A Bolha mistura diferentes ritmos, do pop ao rock, mas sem perder sua essência. Em doze canções, ele consegue emendar vários hits e fazer músicas boas que dificilmente sairão da cabeça de quem está ouvindo".
Em 2021, o álbum foi indicado Grammy Latino de Melhor Álbum Pop Contemporâneo em Língua Portuguesa.

## Lista de faixas
Adaptadas do Apple Music. Todas as faixas foram produzidas por Rick Bonadio.
| N.º            | Título                           | Compositor(es)                                                    | Duração |  |
| 1.             | "Ainda Bem Que Chegou"           | Vitor Barbiero Kley                                               | 3:00    |  |
| 2.             | "Jacarandá" (com part. de Vitão) | Vitor Kley Victor Carvalho Ferreira Gustavo Felipe Simão da Silva | 2:51    |  |
| 3.             | "Menina Linda"                   | Vitor Kley                                                        | 3:00    |  |
| 4.             | "Anjo ou Mulher"                 | Vitor Kley                                                        | 2:45    |  |
| 5.             | "O Amor É o Segredo"             | Vitor Kley                                                        | 3:03    |  |
| 6.             | "Ponto de Paz"                   | Vitor Kley                                                        | 3:46    |  |
| 7.             | "A Bolha"                        | Vitor Kley                                                        | 3:45    |  |
| 8.             | "O Tempo"                        | Cayo Phillippi Rostovcev Krause Vitor Kley                        | 3:36    |  |
| 9.             | "Sua Falta"                      | Vitor Kley                                                        | 4:00    |  |
| 10.            | "Retina"                         | Vitor Kley Fernando Dutra                                         | 2:43    |  |
| 11.            | "Dúvida" (com part. de Jão)      | Diego Alexandre Guaraldi Zapata Vitor Kley                        | 3:29    |  |
| 12.            | "Vai na Fé"                      | Vitor Kley                                                        | 3:25    |  |
| Duração total: | Duração total:                   | Duração total:                                                    | 39:24   |  |